# RTS 1 (Schweiz)
RTS 1 ist der erste Fernsehsender des Rundfunks der französischsprachigen Schweiz (Radio Télévision Suisse).

## Geschichte
Der Sender nahm unter dem Namen TSR am 1. Mai 1954 seinen Sendebetrieb auf. Diesen Namen behielt es bis zum Start von TSR 2, dem zweiten öffentlich-rechtlichen Fernsehsender der französischsprachigen Schweiz am 1. November 1997. Am 1. Januar 2011 wurden die beiden Anstalten Télévision Suisse Romande und Radio Suisse Romande zur neuen Anstalt Radio Télévision Suisse zusammengelegt. Die Programme behielten jedoch bis zum 29. Februar 2012 ihren alten Namen. An diesem Datum wurde TSR 1 in RTS Un umbenannt.

## Programm
Zum Programm gehören neben Serien, Filme und Unterhaltungssendungen folgende regelmässig wiederkehrende Sendungen:
- 19h30 und 12h45, ehemaliger Name Le Journal, sind die Hauptnachrichtensendung und werden um 12:45 und um 19:30 Uhr ausgestrahlt. Die Wettersendung Météo erfolgt im Anschluss.
- A Bon Entendeur, ein dienstags ausgestrahltes Konsumentenmagazin.
- Mise au Point, ein am Sonntag ausgestrahltes Nachrichtenmagazin zu nationalen und internationalen Schwerpunktthemen.
- Passe-moi les jumelles, ein Reisemagazin, freitags ausgestrahlt.
- Toutes Taxes Comprises, Wirtschaftsmagazin am Montag.
- Sport Dimanche, Sportsendung am Sonntagabend um 18:30 Uhr.

## Interaktives Fernsehen
Per 5. März 2013 startet die SRG SSR den Testbetrieb von HbbTV in der Schweiz auf den TV-Sendern RTS Un HD und RTS Deux HD unter dem Namen RTS+. Die Lösung wurde von der Swiss TXT entwickelt. Das Angebot enthält neben Nachrichten wie sie vom Teletext her bekannt sind auch noch eine Video-on-Demand-Komponente.

## Senderlogos

1997 bis 2006
2006 bis 29. Februar 2012
2012 bis 2015
2015 bis 2019
2019 bis 2023
Seit 21. August 2023